# Rayón (municipi de Mèxic)
Rayón és un municipi de l'estat de Mèxic. Rayón és el cap de municipi i principal centre de població d'aquesta municipalitat. Aquest municipi és a la part nord-occidental de l'estat de Mèxic. Limita al nord amb el municipi de Mexicaltzingo, al sud amb Tenango del Valle, a l'oest amb Calimaya i a l'est amb San Antonio la Isla.